# Culiacán (comune)
Culiacán è un comune del Messico, situato nello stato di Sinaloa.